# Iglesia de San Nicolás de Brodruzal
La Iglesia de San Nicolás de Bodružal es una  iglesia greco-católica situada en el pueblo de Bodružal.

## Historia
La iglesia fue construida en madera en 1658 por los feligreses. El 7 de julio de 2008, la iglesia, junto con otros siete monumentos, fue declarada por la UNESCO Patrimonio de la Humanidad con el nombre de  Iglesias de madera de la parte eslovaca de los Cárpatos".